# Метод Кох
Метод Кох (словен. Metod Koch) је био контрадмирал Краљевске југословенске ратне морнарице. Рођен је у словеначкој породици у Крању.
Приступио је аустроугарској морнарици 1892. године и у служби напредовао до чина капетана корвете (по некима капетана фрегате). Од 30. oктобра 1918. учествује у раду комитета које су формирали морнари, припадници југословенских народа, у том својству је именован за заповедника ратне луке у Пули. Дана 31. октобра 1918. Године је као члан делегације загребачког Народног савета Државе Словенаца, Хрвата и Срба потписао документ којим је заповедник Аустроугарске морнарице, контраадмирал Миклош Хорти по указу цара Карла I изручио флоту Народном већу. Народно веће га 2. новембра именује за повереника за питања ратне морнарице и додељује чин контраадмирала. У том својству, Кох је са представницима Антанте истрајно али без успеха преговарао о предаји бивших аустроугарских бродова које су заробили италијани новој држави. У војску Краљевине Срба, Хрвата и Словенаца је примљен у чину контраадмирала. У периоду од 1919. до 1921. био је начелник одељења за ратну морнарицу. Након тога, у периоду од 1921. па до пензионисања 1929. је био командант I, а касније III поморске обалске команде.